# Kosmolec
Kosmolec – las położony w województwie świętokrzyskim, w powiecie jędrzejowskim, w gminie Sobków, we wsi Miąsowa. Jego teren jest chroniony w ramach otuliny Chęcińsko-Kieleckiego Parku Krajobrazowego jako Chęcińsko-Kielecki Obszar Chronionego Krajobrazu.